# Oksana Khvostenko
Oksana Khvostenko (en ukrainien : Оксана Хвостенко), née le 27 novembre 1977 à Tchernihiv, est une biathlète ukrainienne. Ayant participé à deux reprises mais sans succès aux Jeux olympiques d'hiver, elle compte à son palmarès quatre médailles mondiales dont deux en épreuve individuelle, ainsi qu'une victoire en Coupe du monde.

## Carrière
L'Ukrainienne fait sa première apparition en Coupe du monde en décembre 1996 à l'occasion d'un sprint disputé à Östersund (Suède). C'est au sein du relais national ukrainien qu'elle monte sur son premier podium international en février 1999 à Lake Placid : le quatuor ukrainien, composé par ailleurs de Tetiana Rud, Olena Petrova et Olena Zubrilova, y termine second derrière le quatuor norvégien. Elle participe pour la première fois aux Championnats du monde à la fin de la saison mais ne se distingue guère. Elle marque ses premiers points grâce à une 13e place obtenue lors de l'épreuve d'ouverture de la saison 2000-2001. Sélectionnée dans la délégation ukrainienne à l'occasion des Jeux olympiques d'hiver de 2002, elle n'obtient qu'une 29e place sur l'individuel. Lors des Mondiaux 2003, Oksana Khvostenko obtient sa première médaille dans un grand rendez-vous en terminant deuxième de l'épreuve du relais, épreuve remportée par les biathlètes russes. Elle obtient par ailleurs la dixième place lors de l'individuel.
La biathlète enlève son premier podium individuel en Coupe du monde sur un individuel organisé à Hochfilzen en décembre 2006. Auteur d'un sans faute, elle termine troisième d'une épreuve dominée par les Allemandes Andrea Henkel et Martina Glagow. Régulièrement dans les dix premières, elle remporte son premier succès le 21 janvier 2007 lors d'une mass start se tenant à Pokljuka. Auteur d'un tir parfait, elle devance l'Allemande Kati Wilhelm et la Slovène Tadeja Brankovic. Réalisant un nouveau podium lors de l'ultime étape de la saison 2006-2007 organisée en Russie, elle achève l'hiver au neuvième rang mondial, le meilleur classement de sa carrière. Plus discrète lors de la saison suivante, elle décroche pourtant une médaille de bronze lors des Championnats du monde 2008 d'Östersund. Troisième du sprint derrière l'Allemande Henkel et la Russe Albina Akhatova, l'Ukrainienne obtient sa première médaille mondiale à titre individuel. Elle en décroche une seconde quelques jours plus tard en terminant troisième sur l'individuel derrière la Russe Ekaterina Iourieva et l'Allemande Martina Glagow. Le dernier jour des Championnats du monde, elle est lancée en seconde position lors du relais féminin. Auteur d'un sans faute, elle conserve cette seconde place et obtient sa troisième médaille lors de ces Mondiaux.
Lors des Mondiaux de 2011, elle et ses partenaires terminent deuxième du relais derrière l'Allemagne. Mais au test antidopage Khvostenko est contrôlée positive à l'éphédrine, et les Ukrainiennes doivent alors rendre la médaille d'argent qui revient à l'équipe de France, tandis que la Biélorussie récupère le bronze. Khvostenko se trouve sanctionnée d'une suspension d'un an seulement, l'IBU considérant comme valable la thèse de la prise d'un médicament par l'athlète,,. Ayant annoncé sa retraite sportive, l'Ukrainienne ne reviendra cependant pas à la compétition.

## Vie privée
Oksana Khvotsenko se marie en 2001 avec le biathlète Vyacheslav Derkach, avec qui elle a eu deux enfants.

## Palmarès

### Jeux olympiques
| Épreuve / Édition | Salt Lake City 2002              | Turin 2006 | Vancouver 2010 |
| Sprint            | -                                | 49e        | 11e            |
| Poursuite         | -                                | abandon    | 22e            |
| Individuel        | 29e                              | 20e        | 8e             |
| Mass start        | Épreuve inexistante à cette date | -          | 29e            |
| Relais            | -                                | 11e        | 6e             |

### Championnats du monde
| Mondiaux \ Épreuve         | Individuel                   | Sprint                       | Poursuite                    | Départ en masse              | Relais                       | Relais mixte                     |
| 1999 Oslo-Holmenkollen     | 33e                          | -                            | -                            | -                            | -                            | Épreuve inexistante à cette date |
| 2002 Oslo-Holmenkollen     | JO Salt Lake City            | JO Salt Lake City            | JO Salt Lake City            | 29e                          | JO Salt Lake City            | Épreuve inexistante à cette date |
| 2003 Khanty-Mansiïsk       | 18e                          | 20e                          | 10e                          | 27e                          | Médaille d'argent, monde     | Épreuve inexistante à cette date |
| 2005 Hochfilzen /Khanty-M. | 9e                           | 8e                           | 15e                          | 8e                           | 7e                           | 7e                               |
| 2007 Antholz-Anterselva    | 10e                          | 16e                          | 13e                          | 12e                          | 9e                           | 10e                              |
| 2008 Östersund             | Médaille de bronze, monde    | Médaille de bronze, monde    | 10e                          | 21e                          | Médaille d'argent, monde     | -                                |
| 2009 Pyeongchang           | 21e                          | 34e                          | 22e                          | 21e                          | Abandon                      | 11e                              |
| 2010 Khanty-Mansiïsk       | Jeux olympiques de Vancouver | Jeux olympiques de Vancouver | Jeux olympiques de Vancouver | Jeux olympiques de Vancouver | Jeux olympiques de Vancouver | 6e                               |
| 2011 Khanty-Mansiïsk       | -                            | -                            | -                            | -                            | -                            | 8e                               |

Légende : 

 : Médaille d'argent

 : Médaille de bronze
 : épreuve inexistante

- : n'a pas participé à l'épreuve

### Coupe du monde
- Meilleur classement général : 9e en 2007.
- 10 podiums[6] :
  - 5 podiums individuels, dont 1 victoire.
  - 5 podiums en relais, dont 1 victoire.

#### Classements en Coupe du monde
| Saison    | Classement général final | Individuel | Sprint | Poursuite | Mass start |
| 1996-1997 | nc                       |            | nc     | nc        |            |
| 1998-1999 | nc                       | nc         | nc     | nc        |            |
|           |                          |            |        |           |            |
| 2000-2001 | 62e                      | 37e        | nc     | nc        |            |
| 2001-2002 | 38e                      | 30e        | 39e    | 41e       | 26e        |
| 2002-2003 | 41e                      | nc         | 38e    | 35e       | 40e        |
|           |                          |            |        |           |            |
| 2004-2005 | 33e                      | 18e        | 34e    | 42e       | 23e        |
| 2005-2006 | 41e                      | 28e        | 40e    | 46e       |            |
| 2006-2007 | 9e                       | 7e         | 17e    | 14e       | 2e         |
| 2007-2008 | 16e                      | 9e         | 25e    | 25e       | 8e         |
| 2008-2009 | 22e                      | 10e        | 27e    | 26e       | 33e        |
| 2009-2010 | 26e                      | 7e         | 27e    | 32e       | 31e        |
| 2010-2011 | 48e                      | 23e        | 50e    | 55e       | 42e        |

Victoire :
| Saison / Épreuve | Individuel | Sprint | Poursuite | Mass start | Total |
| 2006-2007        |            |        |           | Pokljuka   | 1     |
| Total            | 0          | 0      | 0         | 1          | 1     |

### Championnats d'Europe
- Médaille d'or du relais en 2008.

### Championnats du monde de biathlon d'été
- Médaille de bronze de la poursuite en 2009.